# Lance Henriksen
Lance Henriksen, född 5 maj 1940 i New York i New York, är en amerikansk skådespelare.

## Biografi
Henriksen föddes i en fattig familj på Manhattan i New York. Hans far, som bar smeknamnet "Icewater", var norrman och jobbade som fiskare. Föräldrarna skildes när Henriksen var två år. Han hoppade av skolan och rymde hemifrån när han var tolv år, liftade omkring i USA och försörjde sig på en mängd småjobb. Han satt tidvis i fängelse för lösdriveri. Han kunde inte läsa och skriva fram till 30 års ålder, men lärde sig senare läsa genom att studera filmmanuskript. Henriksen studerade senare vid Actors Studio.
Henriksen gjorde sin storfilmdebut i samband med En satans eftermiddag (engelsk titel: Dog Day Afternoon) 1975 med Al Pacino. Efter En satans eftermiddag har roller i flera andra storfilmer följt och även TV-serier, bland annat Millennium (1996–1999). Efter att Millennium lagts ner dök Henriksen upp i ett avsnitt av Arkiv X som sin rollfigur "Frank Black". Avsnittet hette passande nog Millennium och utspelade sig nyårsafton 1999.
Henriksen är även känd för sin roll i Alien-filmerna, en roll han återkommit till två gånger som androiden Bishop, och en gång i Alien vs. Predator som Charles Bishop Weyland.
Han jobbar även som röstskådespelare inom olika animerade TV-serier och datorspel. Hans mest betydande röstroller är hans roll som gorillan Kerchak i Tarzan-filmerna, Admiral Steven Hackett i Mass Effect-spelserien och General Shepherd i Call of Duty: Modern Warfare 2.
Henriksen har också spelat skådespelaren Charles Bronson i TV-filmen Reason for Living: The Jill Ireland Story (1991) och har även medverkat i två avsnitt av TV-serien Tales from the Crypt (1989) 1990 och 1991.
Förutom skådespelarkarriären gillar han att måla och sysslar också med keramik. Han bor i södra Kalifornien tillsammans med hustrun Jane och dottern Sage Ariel (född den 12 oktober 1999). Han har ytterligare en dotter från ett tidigare äktenskap, Alcamy (född 1987).

## Filmografi i urval

### Filmroller
| År   | Filmtitel                                 | Roll                           |
| ---- | ----------------------------------------- | ------------------------------ |
| 1972 | It Ain't Easy                             | Randy                          |
| 1974 | To Kill the King                          | Hank Adams                     |
| 1975 | En satans eftermiddag                     | Murphy                         |
| 1976 | Network                                   | Network lawyer at Khan's place |
| 1976 | Mansion of the Doomed                     | Dr. Dan Bryan                  |
| 1976 | The Next Man                              | Federal Security               |
| 1977 | Närkontakt av tredje graden               | Robert                         |
| 1978 | Damien: Omen II                           | Sergeant Neff                  |
| 1979 | The Visitor                               | Raymond Armstead               |
| 1981 | The Dark End of the Street                | Jimmy                          |
| 1981 | Piranha II: The Spawning                  | Police Chief Steve Kimbrough   |
| 1981 | Prince of the City                        | D.A. Burano                    |
| 1982 | A Question of Honor                       | Wiley                          |
| 1983 | Blood Feud                                | Mel Pierce                     |
| 1983 | Nightmares                                | MacLeod                        |
| 1983 | Rätta virket                              | Wally Schirra                  |
| 1984 | The Terminator                            | Detective Hal Vukovich         |
| 1985 | Jagged Edge                               | Frank Martin                   |
| 1985 | Streets of Justice                        | Dist. Atty. Jerry Logan        |
| 1985 | Savage Dawn                               | Stryker                        |
| 1986 | Aliens – Återkomsten                      | Bishop                         |
| 1986 | Choke Canyon                              | Brook Alastair                 |
| 1987 | Near Dark                                 | Jesse Hooker                   |
| 1988 | Deadly Intent                             | Raymond                        |
| 1988 | Pumpkinhead                               | Ed Harley                      |
| 1989 | Titta vi spökar 3                         | Detective Lucas McCarthy       |
| 1989 | Survival Quest                            | Hank                           |
| 1989 | Johnny Handsome                           | Rafe Garrett                   |
| 1989 | Hit List                                  | Chris Caleek                   |
| 1990 | The Last Samurai                          | Johnny Congo                   |
| 1990 | The Pit and the Pendulum                  | Torquemada                     |
| 1991 | Reason for Living: The Jill Ireland Story | Charles Bronson                |
| 1991 | Comrades in Arms                          | Rob Reed                       |
| 1991 | Stone Cold                                | Chains Cooper                  |
| 1992 | Jennifer 8                                | Sgt. Freddy Ross               |
| 1992 | Alien 3                                   | Bishop/Human Bishop            |
| 1992 | Delta Heat                                | Jackson Rivers                 |
| 1993 | Excessive Force                           | Devlin                         |
| 1993 | Super Mario Bros.                         | The King                       |
| 1993 | The Outfit                                | Dutch Schultz                  |
| 1993 | The Criminal Mind                         | Agent Winslow                  |
| 1993 | Man's Best Friend                         | Dr. Jarret                     |
| 1993 | Hard Target                               | Emil Fouchon                   |
| 1993 | Knights                                   | Job                            |
| 1994 | No Escape                                 | The Father                     |
| 1994 | Color of Night                            | Buck                           |
| 1994 | Boulevard                                 | McClaren                       |
| 1994 | Spitfire                                  | Richard Charles                |
| 1994 | Felony                                    | Taft                           |
| 1995 | Gunfighter's Moon                         | Frank Morgan                   |
| 1995 | Baja                                      | Burns                          |
| 1995 | Aurora: Operation Intercept               | William Stenghel               |
| 1995 | Snabbare än döden                         | Ace Hanlon                     |
| 1995 | Dead Man                                  | Cole Wilson                    |
| 1995 | Powder                                    | Sheriff Doug Barnum            |
| 1995 | Mind Ripper                               | Stockton                       |
| 1995 | The Nature of the Beast                   | Jack Powell                    |
| 1996 | Dusting Cliff 7                           | Colonel Roger McBride          |
| 1997 | Profile for Murder                        | Adrian Cross                   |
| 1997 | No Contest II                             | Eric Dane / Erich Dengler      |
| 1998 | The Day Lincoln Was Shot                  | Abraham Lincoln                |
| 1999 | Tarzan                                    | Kerchak (röst)                 |
| 2000 | Scream 3                                  | John Milton                    |
| 2001 | Lost Voyage                               | David Shaw                     |
| 2001 | The Mangler 2                             | Headmaster Bradeen             |
| 2001 | Demons on Canvas                          | John Soltys                    |
| 2002 | Unspeakable                               | Jack Pitchford                 |
| 2002 | The Untold                                | Harlan Knowles                 |
| 2003 | Antibody                                  | Dr. Richard Gaynes             |
| 2003 | The Last Cowboy                           | John William Cooper            |
| 2003 | Mimic: Sentinel                           | Garbageman                     |
| 2003 | The Invitation                            | Roland Levy                    |
| 2003 | Rapid Exchange                            | Newcastle                      |
| 2003 | Dream Warrior                             | Parish                         |
| 2004 | Out for Blood                             | Captain John Billings          |
| 2004 | Modigliani                                | Foster Kane                    |
| 2004 | Madhouse                                  | Dr. Franks                     |
| 2004 | Evel Knievel                              | 'Awful' Knoffel                |
| 2004 | Alien vs. Predator                        | Charles Bishop Weyland         |
| 2004 | Starkweather                              | The Mentor                     |
| 2004 | Paranoia 1.0                              | Howard                         |
| 2005 | Into the West                             | Daniel Wheeler                 |
| 2005 | Tarzan II                                 | Kerchak (röst)                 |
| 2005 | A Message from Fallujah                   | Daniel Crane                   |
| 2005 | Supernova                                 | Colonel Harlan Williams        |
| 2005 | Hellraiser: Hellworld                     | The Host                       |
| 2006 | House at the End of the Drive             | Skip Johansen                  |
| 2006 | When a Stranger Calls                     | The Strangers röst             |
| 2006 | The Garden                                | Ben Zachary                    |
| 2006 | Abominable                                | Ziegler Dane                   |
| 2006 | Sasquatch Mountain                        | Chase Jackson                  |
| 2006 | The Da Vinci Treasure                     | Dr. John Coven                 |
| 2006 | Superman: Brainiac Attacks                | Brainiac                       |
| 2006 | Pirates of Treasure Island                | Long John Silver               |
| 2006 | Pumpkinhead: Ashes to Ashes               | Ed Harley                      |
| 2007 | Pumpkinhead: Blood Feud                   | Ed Harley                      |
| 2007 | Bone Dry                                  | Jimmy                          |
| 2007 | My Cousin's Keeper                        | Finster                        |
| 2007 | In the Spider's Web                       | Dr. Lecorpus                   |
| 2007 | The Chosen One                            | Cardinal Fred (röst)           |
| 2008 | Deadwater                                 | Col. John Willets              |
| 2008 | Dying God                                 | Chance                         |
| 2008 | Dark Reel                                 | Connor Pritchett               |
| 2008 | Appaloosa                                 | Ring Shelton                   |
| 2008 | Necessary Evil                            | Dr. Fibrian                    |
| 2008 | Pistol Whipped                            | The Old Man                    |
| 2008 | Prairie Fever                             | Monte James                    |
| 2008 | Alone in the Dark II                      | Abner Lundbert                 |
| 2008 | Ladies of the House                       | Frank                          |
| 2009 | Screamers: The Hunting                    | Orsow                          |
| 2009 | The Slammin' Salmon                       | Dick Lobo                      |
| 2009 | The Seamstress                            | Sheriff Virgil Logan           |
| 2009 | The Lost Tribe                            | Gallo                          |
| 2009 | Jennifer's Body                           | Passing Motorist               |
| 2010 | The Penitent Man                          | Mr. Darnell                    |
| 2010 | Cyrus                                     | Emmett                         |
| 2010 | The Genesis Code                          | Dr. Hoffer                     |
| 2010 | Blood Shot                                | Sam                            |
| 2010 | Wilderness                                | Russell Horton                 |
| 2010 | Godkiller                                 | Mulciber (röst)                |
| 2010 | Scream of the Banshee                     | Broderick Duncan               |
| 2010 | Good Day for It                           | Lyle Tyrus                     |
| 2010 | The Witches of Oz                         | Henry Gale                     |
| 2011 | Beautiful Wave                            | Jimmy                          |
| 2012 | The Arcadian                              | Father Reed                    |
| 2015 | Harbinger Down                            | Graff                          |

### Roller inom TV-serier
- B.A.D. Cats (1980) - Timothy
- Ryan's Hope (1980) - Preston Post
- Cagney och Lacey (1983-1984) - Johnny 'Nose', Sgt. King
- Hardcastle and McCormick (1983-1984) - Deseau, Josh Fulton
- The A-Team (1984) - Mack Dalton
- Riptide (1984) - John McMasters
- Legmen (1984) - Finch
- Skönheten och odjuret (1989) - Snow
- Röster från andra sidan graven (1990) - Reno Crevice, Sergeant Ripper
- Millennium (1996–1999) - Frank Black
- Arkiv X (1999) - Frank Black
- Legenden om Tarzan (2001) - Röst till Kerchak
- Static Shock (2004) - Röst till Kobraledaren
- Super Robot Monkey Team Hyperforce Go! (2005) - Röst till Mobius Quint
- IGPX: Immortal Grand Prix (2005) - Röst till Andrei Rublev
- Caminhos do Coração (2007) - Dr. Walker
- Transformers: Animated (2008–2009) - Röst till Lockdown
- NCIS (2009) - Sheriff Clay Boyd
- The Avengers: Earth's Mightiest Heroes (2010) - Röst till Grim Reaper
- Castle (2010) - Benny Stryker
- Memphis Beat (2011) - Tom Harrison
- Tron: Uprising (2012) - Röst till general Tesler
- The Legend of Korra (2012) - Röst till Lieutenant
- Hannibal (2013) - Lawrence Wells
- The Blacklist (2015) - Bill McCready
- Teenage Mutant Ninja Turtles (2015) - Röst till Zog

### Röstroller inom datorspel
- Run Like Hell (2002) - Nick Conner
- Red Faction II (2002) - Molov
- The Four Horsemen of the Apocalypse (2002-2004) - Abaddon
- Gun (2005) - Thomas MacGruder
- Transformers Animated (2008) - Lockdown
- The Chronicles of Riddick: Assault on Dark Athena (2009) - Dacher
- Call of Duty: Modern Warfare 2 (2009) - General Shepherd
- Aliens vs. Predator (2010) - Karl Bishop Weyland
- Star Wars: The Old Republic (2011) - Jedi Master Gnost-Dural[1]
- Mass Effect (2007) - Admiral Steven Hackett
- Mass Effect 2 (2011) - Admiral Steven Hackett
- Mass Effect 3 (2012) - Admiral Steven Hackett
- Aliens: Colonial Marines (2013) - Bishop
- Detroit: Become Human (2018) - Carl Manfred